# Молдзе
Молдзе (пол. Mołdzie, нім. Moldzien) — село в Польщі, у гміні Елк Елцького повіту Вармінсько-Мазурського воєводства.
Населення — 69 осіб (2011).
У 1975-1998 роках село належало до Сувальського воєводства.

## Демографія
Демографічна структура станом на 31 березня 2011 року:
|          | Загалом | Допрацездатний вік | Працездатний вік | Постпрацездатний вік |
| -------- | ------- | ------------------ | ---------------- | -------------------- |
| Чоловіки | 43      | 8                  | 30               | 5                    |
| Жінки    | 26      | 4                  | 13               | 9                    |
| Разом    | 69      | 12                 | 43               | 14                   |